# Татарский Умыс
Татарский Умыс (Тат-Умыс, Ымыз) — село в Кочкуровском районе Мордовии (Россия). Входит в состав Качелайского сельского поселения.

## География
Расположено на реке Умыс на юго-востоке республики, недалеко от границы с Пензенской областью.
Климат
- Среднегодовая температура воздуха — 3,6 °C
- Относительная влажность воздуха — 70,6 %
- Средняя скорость ветра — 3,0 м/с

Климат умеренно континентальный, характеризуется относительно холодной, морозной зимой и умеренно жарким летом. Средняя годовая температура +3,9 °C. Средняя температура зимы −11 °C, лета — +18 °C. Самый холодный месяц — январь, со средней температурой −11,7 °C, самый тёплый — июль, его средняя температура +19,3 °C. Абсолютный температурный максимум составляет +43 °C, а абсолютный температурный минимум — −39 °C. Зимой выпадает большое количество осадков в виде снега.
| Показатель                     | Янв.  | Фев.  | Март | Апр. | Май  | Июнь | Июль | Авг. | Сен. | Окт. | Нояб. | Дек.  | Год  |
| ------------------------------ | ----- | ----- | ---- | ---- | ---- | ---- | ---- | ---- | ---- | ---- | ----- | ----- | ---- |
| Средний суточный максимум, °C  | −8,3  | −6,8  | −0,8 | 10,5 | 20,2 | 23,3 | 24,9 | 23,6 | 16,7 | 7,7  | −0,1  | −5,5  | 8,8  |
| Средний суточный минимум, °C   | −15,3 | −14,3 | −8   | 1,3  | 7,5  | 11,6 | 13,6 | 11,9 | 6,9  | 0,8  | −5,2  | −11,5 | −0,6 |
| Норма осадков, мм              | 32    | 24    | 25   | 32   | 39   | 59   | 74   | 50   | 49   | 47   | 44    | 35    | 510  |
| Источник: Гидрометцентр России |       |       |      |      |      |      |      |      |      |      |       |       |      |

## Природа
Природа села живописна. Флора Татарского Умыса включает в себя почти все растения Мордовии (береза, дуб, клен, ель обыкновенная, зверобой, ромашка и т. д.). Фауна села также разнообразна. Среди змей особенно много встречается ужей и гадюк. Среди земноводных в Татарском Умысе водятся лягушки и жабы. Насекомых также немало (шмели, стрекозы, комары и пр.). Из птиц распространены голуби, вороны, ястребы и прочие, характерные для Мордовии. Из млекопитающих в ближайших лесах, которые окружают село практически со всех сторон, можно увидеть зайцев, мышей-полевок, ежей, бобров. В лесах Татарского Умыса видели лис, кабанов и даже лосей. Сообщается, что к 2020-м годам есть вероятность появления волков в лесах Кочкуровского района в целом из-за роста их численности в Ульяновской, Пензенской областях, а также Ардатовского района.
В селе выращивают овощи (картофель, лук, чеснок, свёклу, морковь, капусту, редис и пр), фрукты (яблоки, сливы и пр), а также ягоды (клубнику, смородину, малину и пр).

## История
По «Списку населенных мест Российской империи, составленные и издаваемые Центральным статистическим комитетом Министерства внутренних дел» (1869) — Татарский Умыс — казенное село Саранского уезда. В «Кабальной записи на сдачу в аренду земли мордвою деревни Давыдово Саранского уезда» за 1723 год упоминается «по речке Умысу внис идучи» татарская деревня «Пачкури и с лесы и с сенные покосы». Населенный пункт застраивался под горой, «у мыса» на площадке, окруженной водой. В XVII веке писали: «Татарская деревня Пачкури находится у мыса».
По состоянию на 1914 год в селе насчитывалось 308 дворов.
В 2014 году с. Татарский Умыс отметило свое 360-летие. В парке школы с. Татарский Умыс прошёл первый национально-фольклорный праздник плуга «Сабантуй», в программу которого входил концерт и развлечения.
В 2015-16 годах была построена запруда и второй крупный мост, соединяющий две части села, разделенных рекой Умыс.

## Население
| 1864 | 1923 | 2002 | 2010 |
| ---- | ---- | ---- | ---- |
| 815  | 2059 | 420  | 306  |

Единственное татарское поселение в эрзянском районе. Население села стремительно уменьшается, так как молодежи здесь немного из-за того, что многие покинули родное место. Основным населением являются пенсионеры. Основное занятие жителей — сельское хозяйство. Летом численность проживающих за счёт приезжих может достигать от 1500—1800 человек.

## Инфраструктура
261 двор (230 на Московской улице, 16 на ул. Новой Кавказской, 15 на ул. Старая Кавказской) 11 из которых заброшены (по данным на лето 2020). Сельский клуб. Основная общеобразовательная школа (закрыта). 3 продуктовых магазина. Мусульманское кладбище. Неподалёку (менее 1 километра) есть железнодорожная станция Качелай. Есть также небольшой медицинский кабинет, расположенный в здании сельского клуба.

## Ислам
Местная мусульманская религиозная организация с. Татарский Умыс Кочкуровского муниципального района Республики Мордовии при Центральном Духовном Управлении мусульманин России. В селе — одна историческая мечеть — «Аль-Джамиг» 1885 г.
На время месяца Рамадан и крупнейших мусульманских праздников (Ураза-байрам и Курбан-байрам) приезжает много людей из деревенской диаспоры. В день праздника с праздничными хутбами — проповедями и поздравлениями выступает первый имам-хатыб, раис — председатель религиозной организации села.

## Известные люди
- Гузель Манюрова, заслуженный мастер спорта России, серебряный призёр Олимпийских игр в Афинах (2004), бронзовый призёр Олимпийских игр в Лондоне (2012).
- Рустам Бигильдин, абсолютный победитель Международной географической олимпиады — iGeo 2021.